# のっぽ物語
『のっぽ物語』（原題：Tall Story）は、1960年制作のアメリカ合衆国のロマンティック・コメディ映画。
ハワード・ネメロフ原作の小説「The Homecoming Game」を基にしたラッセル・クラウズとハワード・リンゼイ作の舞台劇の映画化。ジョシュア・ローガン監督。ジェーン・フォンダは本作が映画デビュー作となった。

## あらすじ
カスター大学の美しい女子学生ジューンは、バスケット部の名選手レイの気をひくため様々な策をめぐらす。それは彼の応援団長になること、そして彼と同じ講義に出て隣の席に座ることだった。ジューンの猛アタックが功を奏し、2人の仲は急接近、ついにレイはジューンに求婚する。だが、いざ2人で生活するとなるとお金がなかった。
そんなある日、大学のバスケット部が遠征中のソ連のチームと親善試合をすることになり、レイに目を付けた、ばくち打ち達は彼の買収を計画する。さらにレイは大学の試験に落第、試合に出る資格を失ってしまう。

## キャスト
※括弧内は日本語吹替（テレビ版・初回放送1968年10月10日 NHK『劇映画』）
- レイ・ブレント：アンソニー・パーキンス（声：北原隆）
- ジューン・ライダー：ジェーン・フォンダ（声：長山藍子）
- レオ・サリバン教授：レイ・ウォルストン（声：久松保夫）
- チャールズ・オスマン教授：マーク・コネリー（声：河村弘二）
- マイラ・サリバン：アン・ジャクソン（声：津村悠子）
- サンディ・ハーディ監督：マーレイ・ハミルトン
- ハーモン・ネーゲル学長：ボブ・ライト
- デイビス地方検事：バート・バーンズ
- 刑事：カール・ルーカス
- コニー：エリザベス・パターソン
- フレッド：トム・ローリン
- フリーダ：バーバラ・ダロウ
- バスケットボール選手：ゲイリー・ロックウッド[7]